# HMS Hälsingland (J23)
HMS Hälsingland (J23) var en landskapsjagare i svenska flottan. Skrovet byggdes vid Eriksbergs varv i Göteborg och fartyget färdigställdes Kockums i Malmö. Den 14 januari 1959 levererades hon som fjärde och sista fartyg i Östergötland-klassen  Hälsingland utrangerades den 1 juli 1982 varpå hon användes som av FOA för sprängövningar innan hon skrotades i Karlskrona. 

## Utformning och bestyckning
Av tids- och kostnadsskäl byggdes HMS Hälsingland, i likhet med de övriga fartygen i klassen, till stor del efter Öland-klassens ritningar. Fartygets längd var 111,8 meter och bredden var 11,2 meter. På grund av annorlunda utrustning blev de nya fartygen emellertid cirka 200 ton tyngre vilket gav ett djupgående av 3,7 meter, mot Ölandsklassens 3,4 meter. Maskineriet bestod av två stycken oljeeldade ångpannor av märket Babcock & Wilcox, som levererade ånga med 32 bars tryck till två ångturbiner av märket de Laval, som i sin tur drev var sin propeller. Maskineriet gav effekten 47 000 hästkrafter på axlarna, vilket gav en toppfart av 35 knop.
Huvudarartilleriet bestod av fyra stycken 12 cm kanoner m/44 placerade i två dubbeltorn, ett på fördäck och ett på akterdäck. Luftvärnet bestod från början av fem stycken 40 mm automatkanoner m/48 E. Dessa var placerade två för om överbyggnaden samt tre på den aktra bryggan. År 1963 byttes den mittersta kanonen på aktra bryggan ut mot luftvärnsroboten Robot 07, och för att öka stabiliteten på fartyget sattes samtliga sex torpedtuber i ett tubställ, efter att tidigare ha stått i två ställ. Vidare fanns ombord två sjunkbombfällare och 58 minor.

## Historia

HMS Hälsinglands vapen.

HMS Hälsinglands skrov byggdes på Eriksbergs varv i Göteborg, varefter hon flyttades till Malmö för utrustning och färdigställning på Kockums. Sjösättningen skedde den 14 januari 1957 och efter provturer levererades hon till Marinen den 17 juni 1959.
Fartyget utrangerades den 1 juli 1982 varpå tornen monterades av och överfördes till Övre Norrlands militärområde, där de avsågs att användas för invasionsförsvaret. De kom emellertid aldrig att användas utan skrotades senare. Skrovet användes efter utrangeringen av FOA för sprängprover, innan det såldes för skotning i Karlskrona.